# Quinta de los Padres Marianistas
La Quinta de los Padres Marianistas o Quinta del Conde de Campo Alange, es una finca de relevancia histórica situada en el barrio de Buenavista, en el distrito de Carabanchel, de Madrid, y formaba parte del antiguo término municipal de Carabanchel Alto. Tiene 11,83 hectáreas de extensión. Fue una antigua quinta de recreo de Manuel Godoy. Actualmente pertenece a la Compañía de María - Marianistas y está conformada por el Colegio Amorós y el polideportivo del mismo nombre, la parroquia Santa María Madre de la Iglesia, la residencia Siquem y la Fundación SM.

## El origen de la Quinta
Manuel José de Negrete, que era el II Conde de Campo Alange, además de militar, político y diplomático eligió una casa con huerta, a la salida de Carabanchel Alto y junto a la cañada que iba hacia Alcorcón y Boadilla del Monte, para construir su quinta de recreo y que poco a poco fue ampliando hasta alcanzar 11,83 hectáreas. 
Manuel José de Negrete, Conde de Campo Alange, empezó a construir una casa-palacio y edificaciones auxiliares de la casa-palacio sobre una traza de jardines y huertas.

## La Quinta pasa por varios propietarios
El 12 de enero de 1803 la reina María Luisa de Parma compró la quinta a Manuel José de Negrete, II Conde de Campo Alange, para regalárselo a su  favorito Manuel Godoy, quien la usó como también quinta o finca de recreo.
La ahijada de la reina e hija de Manuel Godoy, Carlota Luisa Godoy, duquesa de Sueca, la vendió en 1826 al financiero e hidalgo vasco Manuel Ramón de Villachica, quien inició su reparación y la devolvió su perdido esplendor.
En 1838 la quinta fue vendida al rico banquero gaditano José de Fontagud-Gargollo. Por aquel momento la finca tenía un gran huerto con muchos árboles frutales, olivos y parras, y criaderos de pavos reales, faisanes y palomas, además de una bonita y cómoda casa.
Posteriormente, la quinta pasó a ser propiedad del marqués de Salamanca, antes de que éste adquiriera la Finca de Vista Alegre, donde se establecería su residencia.
En 1870 la adquirió el caballero vizcaíno Mariano de Larrinaga al que se deben importantes mejoras tanto en el palacete como en su extenso jardín.

## Transformación en Escolasticado
La hija de Mariano de Larrinaga, la condesa de Casa Puente, vendió la finca en 1941 a la compañía de María para adaptarla a escolasticado. 
Desde entonces muchas han sido las reformas y parcelaciones que se han hecho para adaptarla a las cambiantes necesidades docentes, editoriales y religiosas de los padres Marianistas. 
Sin embargo y pese a las reformas, aún es posible reconocer en la quinta los restos de una época de esplendor que ya pasó.
Entre las reformas más importantes destaca la adaptación del palacio del conde del Campo Alange en Escolasticado y posteriormente en centro educativo, así como la construcción de la iglesia parroquial de Santa María Madre de la Iglesia de los Padres Marianistas. 
Entre las últimas reformas destaca la construcción de un fantástico pabellón polideportivo cubierto, el cual se puso de gala cuando el pasado 27 de diciembre de 2011 se inauguró la 34 Olimpiada Marianistas por Javier Poncela, director titular del Colegio Amorós; Gregorio Pérez, presidente de honor de las olimpiadas marianistas; Miguel Ángel Cortés, provincial de los marianistas de España y Carlos Izquierdo, concejal del distrito de Carabanchel.
Entre las edificaciones singulares que hay en la finca destacan principalmente:

## La Casa-palacio es hoy, el colegio "Hermanos Amorós"
El colegio "Hermanos Amorós" es la transformación del antiguo escolasticado que construyó el arquitecto Luis Moya Blanco sobre lo que fuera el palacio del Conde de Campo Alange.
Dicho palacete se sitúa al norte del actual colegio, próximo a la vía pública. La planta del mismo es rectangular y tiende a la simetría componiéndose de tres cuerpos, uno central de mayor longitud y doble crujía paralela y dos laterales cuyas fachadas se adelantan levemente con respecto al primero, entendiéndose como torreones.  La entrada principal, ubicada en el centro, se resalta mediante un pórtico y una escalera de doble ramal. En el interior, muy reestructurado, destacan las dos piezas ochavadas del piso bajo y a las que se acceden por sendas antecámaras de traza oval siguiendo al barroco italiano. Los alzados tienen influencia del barroco clasicista especialmente en la calle central principal. 
De la misma época es la capilla de gran pureza neoclásica.
La ampliación respeta el palacete uniéndolo con la capilla y creciendo hacia el sur , convirtiéndose en ala de un conjunto de planta rectangular ordenado en torno a un claustro y en el que se distingue el cuerpo que contiene el salón de actos y la capilla de cruz griega y cúpula nervada.
La transición entre lo viejo y lo moderno lo soluciona Luis Moya Blanco con la ubicación de sendos núcleos de comunicación vertical, que funcionan a modo de charnela y se manifiestan exteriormente como torres retranqueadas coronadas por chapiteles.

## La Iglesia parroquial de Santa María Madre de la Iglesia de los Padres Marianistas
Centro parroquial, anejo al docente, construido por el propio Luis Moya Blanco cinco lustros después y en el que se ve su evolución arquitectónica buscando la unidad, la centralidad y el equilibrio del espacio, así como la comunión entre la construcción y la forma, tendiendo aquí a la sencillez y abstracción, renunciando al clasicismo.
Se observa también la influencia del Concilio Vaticano II en cuanto a la proximidad del sacerdote y el pueblo, así como a la renuncia del protagonismo urbano del templo que queda oculto desde la calle.
En el complejo hay un salón de actos de 624 asientos, guardería infantil, centro médico y centro social.